# Брановицький Ігор Євгенович
І́гор Євге́нович Бранови́цький (25 квітня 1976 , Пуща-Водиця  — 21 січня 2015 , Донецьк ) — український військовик, кулеметник 90-го окремого десантного штурмового батальйону «Житомир» 81-ї десантно-штурмової бригади, учасник війни на Сході України, захисник Донецького аеропорту. Під час вивезення поранених потрапив у полон російських силовиків, де і загинув від рук терориста Арсена Павлова (позив. «Моторола»). Герой України (2016, посмертно), лицар Ордену «Народний Герой України» (посмертно).

## Біографія
Народився 25 квітня 1976 в місті Київ. Батько — Євген Брановицький, офіцер радянської армії, учасник афганської війни, помер в 1990 від поранень. Мати — Ніна Костянтинівна, працювала фармацевтом. Ігор мав молодшого брата Юрія. Закінчив Київський технікум електронних приладів. Проходив службу в українській армії, служив у складі українського миротворчого контингенту ООН в Анголі. Учасник Революції Гідності. На момент смерті був розлучений, дітей не мав.

### Війна на сході України
Мобілізований як доброволець, з кінця серпня 2014 року проходив військові навчання під Житомиром, з жовтня перебував у зоні АТО.

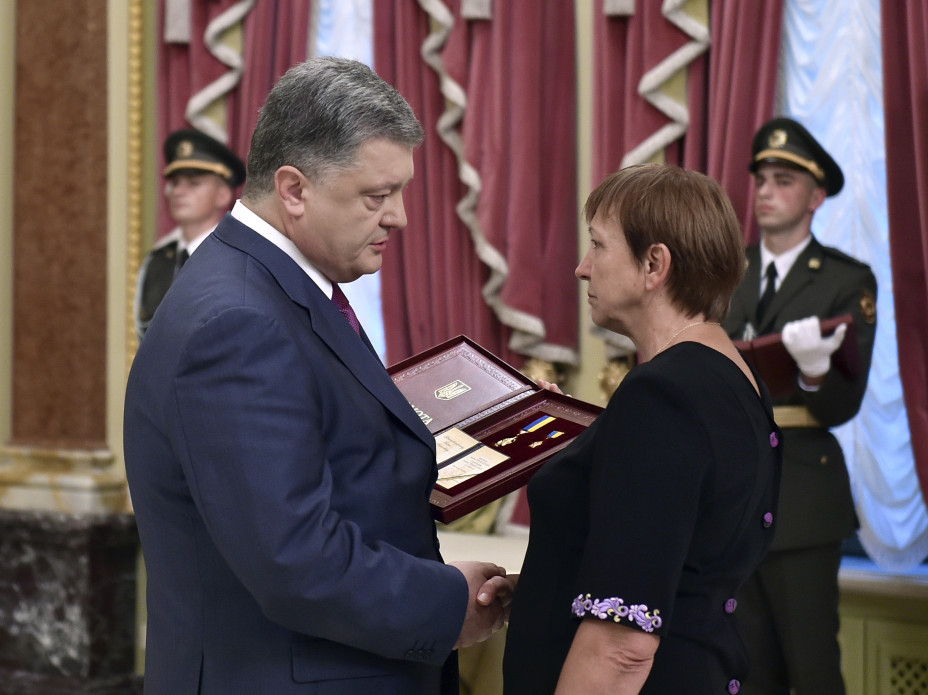
Президент України Петро Порошенко вручає нагороду Ніні Костянтинівні, матері Ігоря Брановицького

Під час оборони аеропорту Донецька витягнув на собі двох поранених з нового терміналу (серед них старшина Анатолій Свирид) і повернувся назад — разом із «Сєвєром» та Василем Соколовським, де був захоплений у полон. За повідомленнями очевидців, після тортур і знущань у полоні над побратимами добровільно визнав себе кулеметником, якого розшукували бойовики. Після катування був застрелений двома пострілами у голову російським терористом Павловим («Моторола»). У березні ідентифікований серед загиблих, яких вивезли з Донецька.
Похований 3 квітня на Берковецькому кладовищі Києва (ділянка 86, ряд 11, місце 3).
4 червня 2015 року нагороджений першою нагородою Ордена «Народний Герой України» (посмертно). Нагороду вручено матері героя.

## Нагороди
- Звання Герой України з удостоєнням ордена «Золота Зірка» (23 серпня 2016, посмертно) — за виняткову особисту мужність, героїзм і самопожертву, виявлені у захисті державного суверенітету та територіальної цілісності України, вірність військовій присязі[11];
- Орден «За мужність» III ст. (23 травня 2015, посмертно) — за особисту мужність і високий професіоналізм, виявлені у захисті державного суверенітету та територіальної цілісності України, вірність військовій присязі[12];
- Указом № 1 від 4 червня 2015 р. нагороджений відзнакою Орден «Народний Герой України» (посмертно)[13];
- Нагрудний знак «За оборону Донецького аеропорту» (посмертно, 2015 р.).

## Вшанування пам'яті

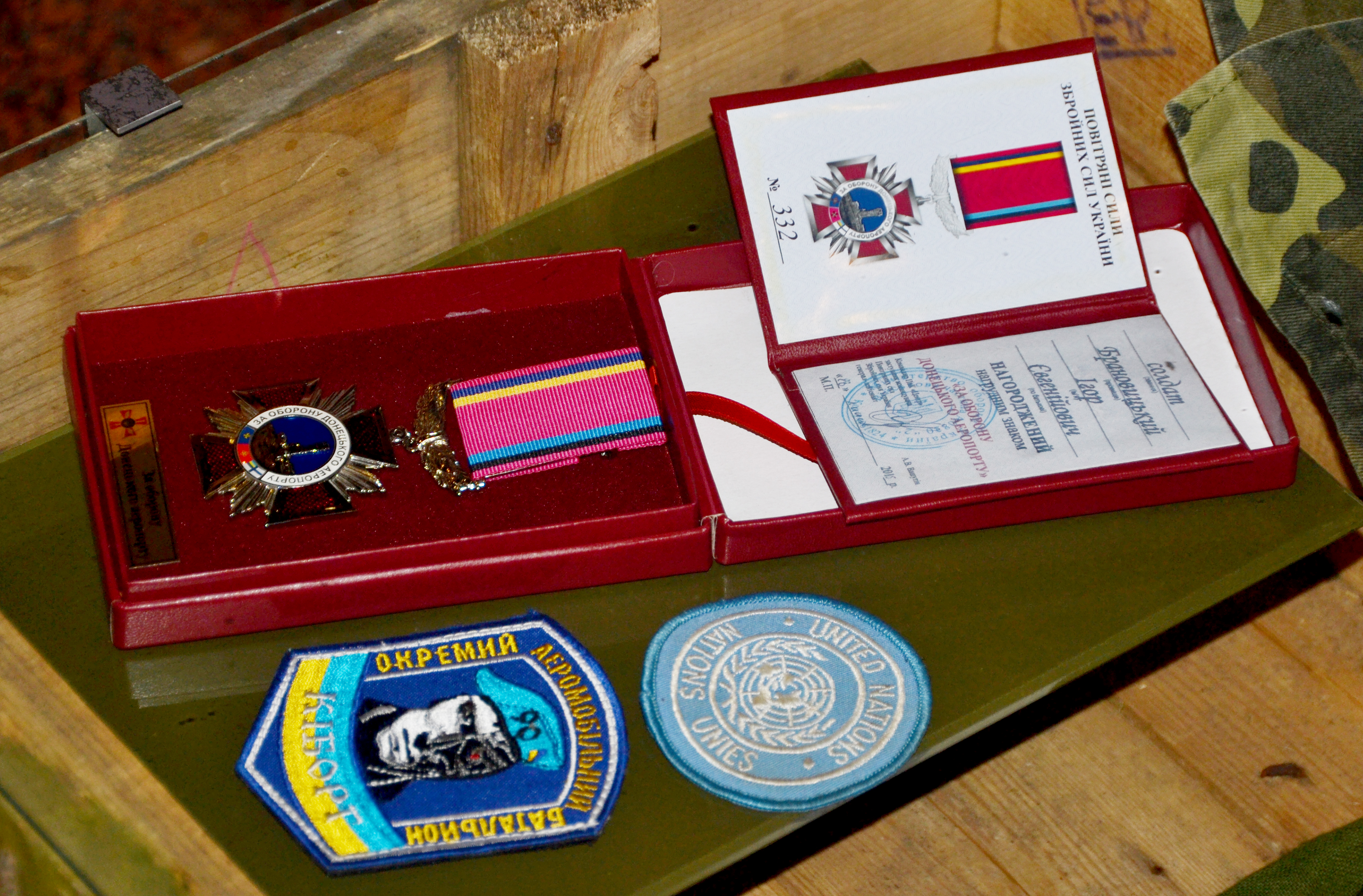
Знак «Кіборги» Брановицького Ігоря Євгеновича

В лютому 2016 року відкрито меморіальну дошку на будівлі технікуму, де навчався Ігор Брановицький.
5 вересня 2016 року Президент України Петро Порошенко в Маріїнському палаці вручив нагородні атрибути звання Герой України — орден «Золота Зірка» та інші — матері загиблого Героя Ніні Костянтинівні.
2016 року на честь Ігоря Брановицького названо вулицю у Києві.
29 грудня 2016 в Києві за підтримки благодійних фондів та участі громадських активістів й волонтерів презентовано колекційну марку, створену на честь воїнів, які загинули в боях на сході України. На ній зображені Ігор Брановицький, Ігор Гольченко, Микола Колосовський, Євген Лоскот, Андрій Матвієнко, Сергій Свищ, Олег Сидор, Сергій Табала, Георгій Тороповський.
8 вересня 2017 року в місті Кам'янець-Подільський на фасаді клубу військової частини А2738, де у 1995—1996 Ігор Брановицький проходив строкову службу, відкрито меморіальну дошку на його честь.
25 жовтня 2019 року в Києві на честь Ігоря Брановицького було створено молодіжний простір «Натрій».
Вшановується в меморіальному комплексі «Зала пам'яті», в щоденному ранковому церемоніалі 21 січня.
2022 року на честь Ігоря Брановицького названо вулицю у Кам'янці-Подільському.